# Манчестерские фрески
Манчестерские фрески (англ. The Manchester Murals) — собрание двенадцати работ британского художника Брауна Форда Мэдокса в Манчестерской ратуши, представляющих собой наиважнейшие события в истории Манчестера. Фрески были нарисованы с 1879 по 1893 года.

## История
После всеобщего признания, Брауну было поручено нарисовать шесть фресок для Большого зала. Первые шесть фресок должны были быть завершены Фредериком Шилдсом, который позже удалился, оставив для Брауна все двенадцать работ. Настенные росписи были начаты в 1879 году, ближе к концу карьеры Брауна, но не были завершены до 1893 года, когда он умер. В этот период он переехал со своей семьей из Лондона в Манчестер, сначала поселившись в Крампсолле, а затем в парке Виктории.

## Местонахождение

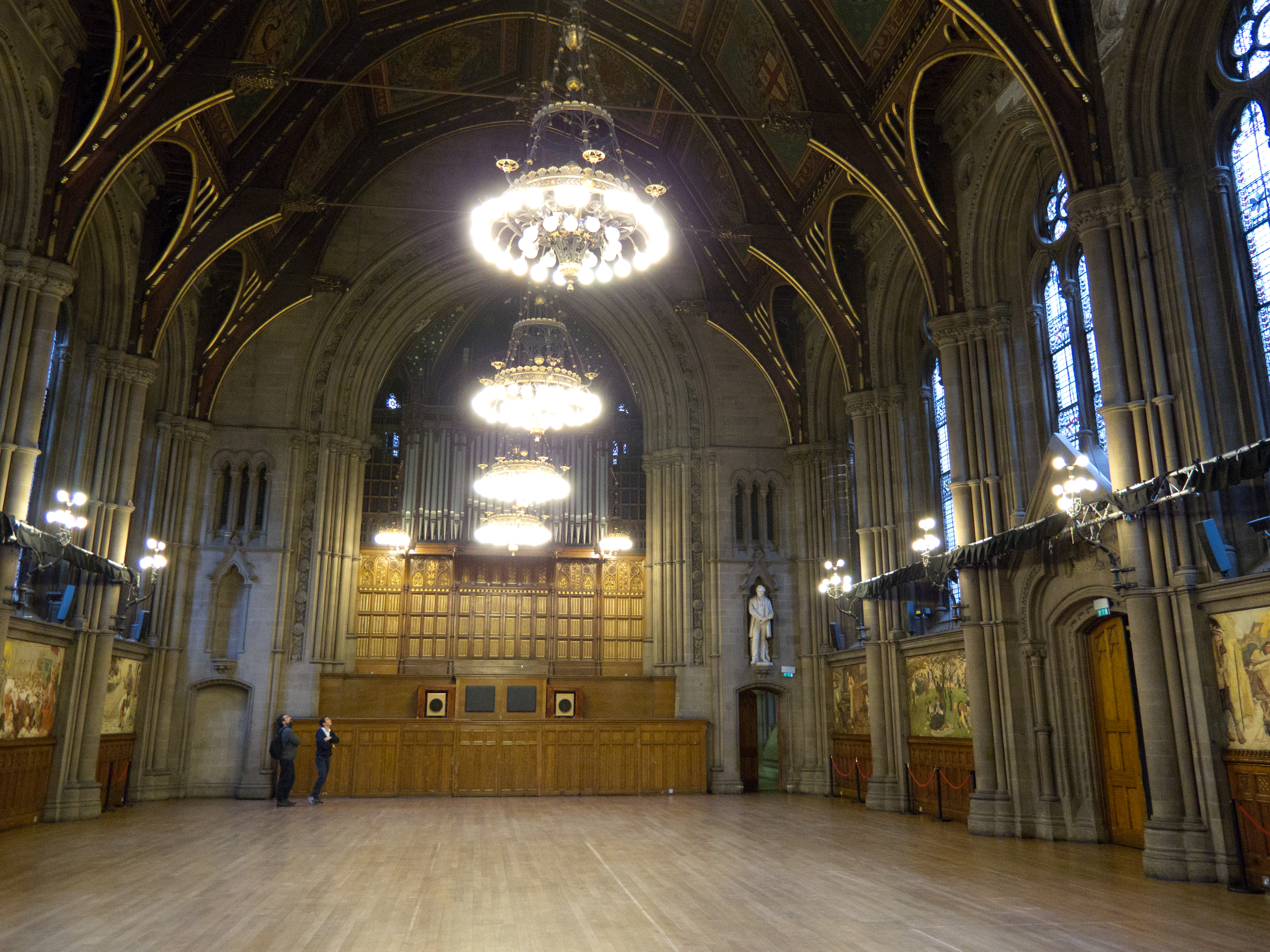
Большой зал

Фрески являются частью Большого зала, центрального зала, спроектированного Альфредом Уотерхаусом. При входе в зал шесть фресок находятся на левой стене и шесть справа, они идут в хронологическом порядке от левой стены, ближайшей к входу, к правой стене напротив, повторяя основную структуру схемы фресок Уильяма Белла Скотта по истории Нортумбрия в Уоллингтон-холле.

## Техника
Все фрески, кроме последних четырёх, были нарисованы прямо на стене. Они были созданы не с использованием настоящего процесса фрески, а с использованием викторианской техники, процесса Гамбье Парри, который был основан на спирте, создавая более стойкое изображение. Браун завершил последние четыре росписи на холсте после того, как вернулся в Лондон.

## Фрески
| Фреска | Описание |
| ------ | --- |
|        | Римляне строят форт в Мансенионе На фреске изображено строительство римского форта порабощенными британцами, пока римский генерал отдает приказы. Форт, теперь известный как «Мамуциум», находился на территории нынешнего района Каслфилд, недалеко от центра Манчестера. |
|        | Крещение Эдвина На фреске изображено крещение Эдвина Святого, который также был королем Дейры, в которую входил район Манчестера в Йорке, за ним наблюдали его жена-христианка Этельбурга и семья. |
|        | Изгнание датчан из Манчестера Фреска изображает отступление датчан из Манчестера — солдаты несут своего генерала на носилках.. |
|        | Прибытие фламандских ткачей в Манчестер, 1363 год Королева Филиппа Геннегау приветствует фламанцких ткачей, которые были приглашены в Англию при Эдуарде III акт 1337 годе |
|        | Испытание Уиклифа, 1377 г. Джон Уиклиф изображен на суде, которого защищает его покровитель Джон Гонт. Джеффри Чосер, ещё один протеже Гонта, выступает в качестве записывающего. |
|        | Прокламация о мерах и весах, 1556 г. В 1556 г. суд Манчестера издал указ, гласящий, что «Берджесс и другие жители Манчестера должны послать всевозможные меры весов и мер, чтобы их Стандарт величеств». |
|        | Крэбтри наблюдает за прохождением Венеры, 1639 г. Уильям Крэбтри, торговец тканями, спросил своего друга, священника, Джеремайя Хоррокса, попросил понаблюдать за прохождением Венеры 24 ноября 1639 года. Прилежание и строгость Крэбтри позволили ему исправить ошибочные вычисления Хоррокса и наблюдать прохождение 4 декабря.                                                                                         |
|        | Мечта жизни Четема, 1640 г. На фреске изображена мечта торговца-филантропа Хамфри Четема о школе благотворительности для бедных мальчиков, основанной в его завещании 1653 года, которая стала Музыкальной школа в 1969 году. Четем изображен изучающим свою волю справа от картины. |
|        | Защита Брэдшо Манчестера, 1642 г. Во время Гражданской войны в Англии Манчестер был осаждён войсками роялистов под командованием Лорда Стрэнджа. Однако именно Джон Розворм, а не Джон Брэдшо, как изображено, защищал город. Это была последняя из завершенных картин. Строго говоря, это не фреска, поскольку Браун к тому времени был слишком слаб, чтобы работать в зале. Он был написан на холсте и приклеен к стене. |
|        | Джон Кей, изобретатель летающего челнока, 1753 г. Изобретение Джоном Каем летающего челнока произвело революцию в ткацком деле. На фреске изображены луддиты, опасавшиеся, что их работа находится в опасности, сломавшие ткацкий станок, в то время как Кея тайно переправляют в безопасное место. |
|        | Открытие Бриджуотерского канала, 1761 г. 3-й герцог Бриджуотерский, владелец угольных шахт в Уорсли, нанял инженера Джеймса Бриндли для постройки Бриджуотерского канала, чтобы возить уголь в Манчестер. Герцог изображен стоящим на барже, украшенной флагами его герба, и наблюдает за спуском первых угольных барж на своем новом канале. Его сопровождают Бриндли и Граф и графиня Стэмфорд.                          |
|        | Далтон собирает газ из болотного огня На фреске изображен учёный Джон Дальтон, собирающий газы. Его исследования привели к развитию теории атома. |